# História da Linha do Algarve
A Linha do Algarve é um troço ferroviário situado na região com o mesmo nome, que liga as Estações de Vila Real de Santo António e Lagos, em Portugal. Os primeiros planos para a construção de uma linha férrea no Algarve surgiram em meados do Século XIX, como parte de uma linha até à margem Sul do Tejo, em Lisboa, melhorando desta forma as comunicações entre a região e o resto do país. A primeira linha férrea no Algarve foi inaugurada em 1 de Julho de 1889, em Faro, como parte do Caminho de Ferro do Sul, que começava no Barreiro. A linha foi avançando nos dois sentidos ao longo da costa Sul, tendo atingido Olhão e a Fuzeta em 1904, Luz de Tavira e Tavira em 1905, e Vila Real de Santo António em 1906. No sentido do Barlavento, a linha partiu de Tunes e chegou a Algoz em 1899, Poço Barreto em 1900, Silves em 1902, Portimão (provisória) em 1903, e Lagos em 1922.

## Século XIX

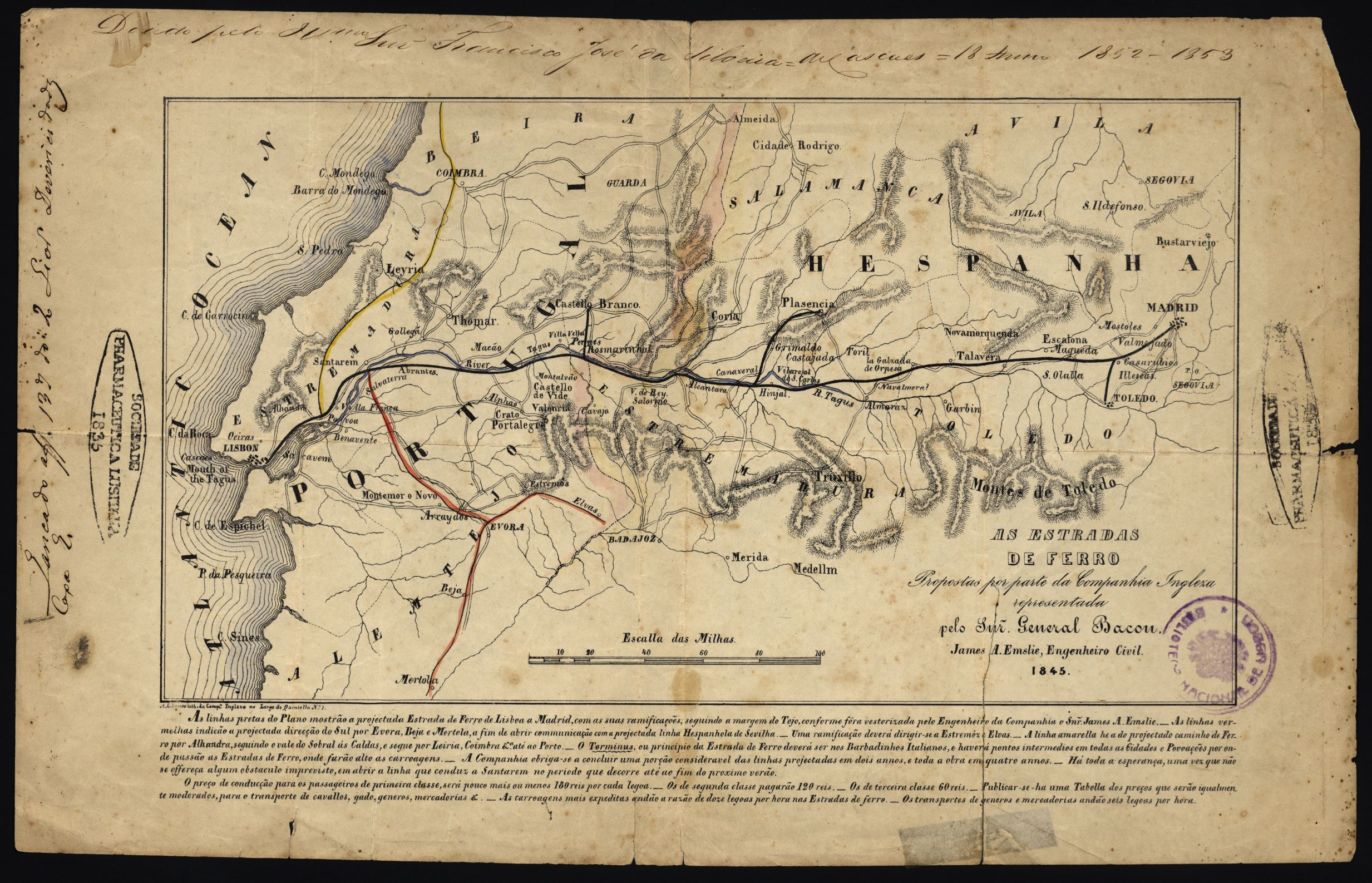
Projecto cancelado de 1845 para várias linhas férreas, incluindo uma até Mértola, que iria ligar ao Algarve pela navegação fluvial do Guadiana.

### Antecedentes
Em meados do século XIX, o Algarve, à semelhança do que acontecia com outras regiões do país, tinha grandes problemas nas suas comunicações, sendo muito difícil a circulação de pessoas e bens, tanto dentro da região como no acesso a outras zonas do país, especialmente a Lisboa. Existia uma rede de estradas ao longo do Algarve com ligação ao Alentejo, que era percorrida por almocreves e diligências, mas as vias estavam em más condições, tornando as viagens desconfortáveis, morosas, caras e perigosas. Uma viagem pelo lado terrestre entre Faro e Lisboa, por exemplo, implicaria o uso de diligências até Vila Real de Santo António, e depois uma viagem de barco ao longo do Rio Guadiana até Mértola, apanhando-se novamente a diligência até Alcácer do Sal ou à margem Sul do Tejo, onde se embarcava com destino a Lisboa. O meio de transporte principal eram os barcos a vapor, que faziam as carreiras desde Lisboa até Vila Real de Santo António e ao longo do Rio Guadiana, que permitiam uma viagem mais rápida e confortável, mas que estavam dependentes do estado do mar, por vezes não circulando durante meses, o que, em combinação com a interdição de muitas estradas durante o Inverno, acabava por isolar virtualmente o Algarve do resto do país. Esta situação foi uma consequência da concentração do transporte de bens e pessoas nas rotas marítimas, uma vez que era a única forma de comunicar com as colónias portuguesas, especialmente o Brasil, reduzindo a importância das vias terrestres. Embora outros países na Europa tenham começado a desenvolver as suas estradas ainda no Século 18, em Portugal quase nada foi feito neste sentido, devido inicialmente às Invasões Francesas e à Guerra Civil e depois à instabilidade política que se fez sentir, que impediram o desenvolvimento económico do país. Ainda assim, nos finais da década de 1840 surgiram os primeiros planos para o desenvolvimento dos transportes terrestres, incluindo uma estrada de Lisboa a Faro por Loulé e várias linhas férreas, tentativa que fracassou devido à Revolta da Maria da Fonte A situação só melhorou com o movimento político da Regeneração, liderada por Fontes Pereira de Melo, que garantiu a estabilidade governativa e permitiu a implementação de reformas económicas e de grandes programas de obras públicas, especialmente nos transportes.

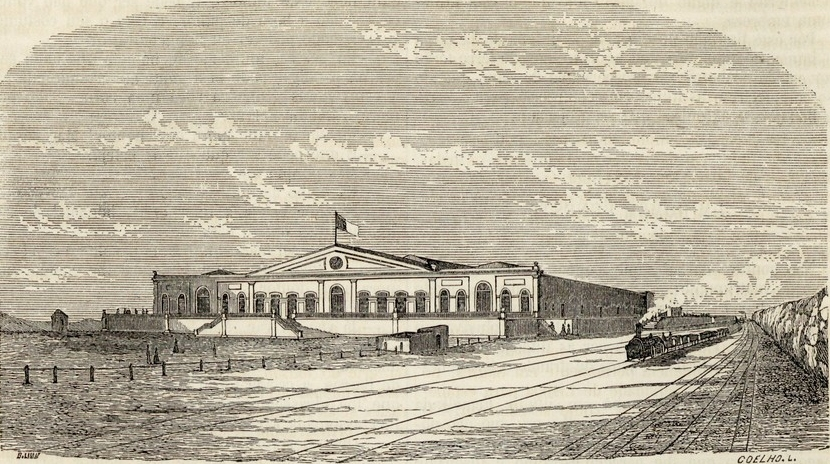
Estação original do Barreiro.

### Planeamento e construção da linha até Faro
Assim, começaram-se a planear várias linhas férreas na zona Sul do país, incluindo uma que uniria a vila de Vendas Novas, no Alentejo, à margem Sul do Rio Tejo, com ligação fluvial à cidade de Lisboa. Após a inauguração desta linha, em 1861, começou-se a planear a sua continuação, inicialmente apenas até Évora e Beja e depois até ao Algarve. Em 1858, discutiu-se qual seria o traçado a seguir entre Beja e Faro, tendo-se formado duas correntes de opinião, uma propondo que a linha apenas necessitava de ir até Mértola, devendo o resto do caminho até ao Algarve ser feito através da navegação fluvial ao longo do Guadiana, enquanto que a outra defendia que a linha deveria fazer o percurso completo até à capital algarvia, passando por São Martinho das Amoreiras, Santa Clara-a-Velha - Sabóia, e Ribeiro do Vale da Mata (junto a São Marcos da Serra e São Bartolomeu de Messines). Apesar de ser mais longo e mais dispendioso, este último percurso foi escolhido pelo governo, porque era mais cómodo para o transporte de passageiros e mercadorias, ao evitar transbordos, e passaria mais perto das importantes minas de Aljustrel e Neves Corvo. Assim, em 21 de Abril de 1864, foi assinado um contrato entre o governo português e a Companhia dos Caminhos de Ferro do Sul e Sueste, no sentido de prolongar o caminho de ferro de Beja até ao litoral algarvio. Posteriormente, a Companhia também foi autorizada a prolongar a linha até Vila Real de Santo António, depois de concluída até Faro.
O caminho de ferro atingiu Beja em 1864. Em 25 de Janeiro de 1866, uma carta de lei estabeleceu que o caminho de ferro deveria terminar em Faro, e que deveria estar concluído até 1 de Janeiro de 1869. Desta forma, iniciaram-se desde logo as obras até Faro, tendo o percurso a partir de Casével sido construído em vários lanços independentes, de forma a empregar os habitantes das regiões, de forma a aliviar a carestia que se fazia sentir. Nos finais de 1866, os trabalhos já estavam muito avançados no Algarve, tendo sido já quase concluídas as obras de movimentação de terras quase terminadas entre Boliqueime e Faro, enquanto que as vias de resguardo em várias estações, sete casas de guarda de passagem de nível e os edifícios de Loulé e Boliqueime já estavam concluídos. Também estava quase terminada a casa das máquinas em Faro, e tinham sido instalados alguns quilómetros de via fora das estações.
O Caminho de Ferro do Sul chegou a Casével em 1870 e a Amoreiras-Odemira em 1888. Com a abertura da linha férrea até Beja e Casével, os habitantes do Algarve começaram a utilizar o comboio como parte das suas deslocações até Lisboa, sendo o resto do percurso feito de diligência até Mértola, de barco ao longo do Rio Guadiana, e depois novamente de diligência entre Vila Real de Santo António e o resto do Algarve.
Pouco tempo depois, a Companhia dos Caminhos de Ferro do Sul e Sueste foi dissolvida pelo estado, levando à paralisação das obras. Esta situação foi resolvida quando um decreto de 1 de Julho de 1875 ordenou que a linha fosse construída pelo estado, e uma portaria da mesma data encarregou o engenheiro Nuno Augusto de Brito Taborda, director do Caminho de Ferro do Sueste, de elaborar o projecto definitivo para a linha. Nesse ano, ocorreu uma seca no Algarve, e as obras sido recomeçadas entre Faro e o Barranco Longo para empregar as populações. Até aos finais de 1875, foram reiniciadas as obras nos lanços entre São Bartolomeu de Messines a Barranco Longo, Barranco Longo a Poço das Ferreiras, Poço das Ferreiras a Boliqueime, e de Boliqueime a Faro. No entanto, entre Dezembro e Janeiro de 1876, os trabalhos tiveram de ser interrompidos devido às chuvas intensas, e à falta de trabalhadores, que eram necessários para as sementeiras. Nos finais de 1876, a via entre Faro e São Bartolomeu de Messines encontrava-se totalmente assente, mas ainda faltava concluir parte do lanço até Casével.
Entretanto, foram abertos os concursos para a construção do ramal desde Tunes ou São Bartolomeu de Messines até Lagos, que no entanto não tiveram sucesso, pelo que uma lei de 29 de Março de 1883 autorizou o estado a continuar as obras por sua conta. No entanto, a construção do ramal foi atrasada pela necessidade de concluir várias linhas férreas de maior importância noutros pontos do país.
Para o lanço entre Faro e Vila Real de Santo António, já existia um projecto que tinha elaborado por ordem da antiga Companhia do Sueste, mas que tinha sido produzido de forma a ser o mais económico possível, uma vez que o contrato era apenas para a construção, sendo depois entregue a exploração ao governo. Desta forma, a estação de Faro ficaria terminal, sem continuidade, enquanto que a linha para o Sotavento sairia da estação do mesmo lado da outra e daria uma grande volta a Faro, seguindo depois no sentido de Vila Real de Santo António. Desta forma, qualquer comboio que tivesse origem ou destino além de Faro teria sempre de dar a volta na estação, o que aumentaria o número de manobras, encarecendo e complicando a exploração da linha. Uma situação semelhante ocorreu com a estação original de Beja, que também tinha sido construída numa configuração terminal, o que estava a provocar problemas à circulação dos comboios. O local que tinha sido escolhido para a gare de Faro era sensivelmente ao lado da zona onde foi construída a estação definitiva. Assim, o engenheiro João Pedro Tavares Trigueiros elaborou um novo projecto, que contemplava a passagem em frente da cidade, junto à Ria Formosa, com a construção de aterros para a via e uma ponte móvel para o acesso de embarcações ao porto.
Em 21 de Fevereiro de 1889, chegou o primeiro comboio à estação de Faro, composto por uma locomotiva e vários vagões, que foi utilizado apenas para testar a resistência da via. O lanço entre Amoreiras - Odemira e Faro foi oficialmente inaugurado em 1 de Julho de 1889, numa cerimónia que contou com a presença da família real.
Entretanto, continuou a polémica em relação ao traçado da via férrea em Faro, e em Outubro de 1889, o deputado Ferreira de Almeida entregou uma mensagem ao Ministro da Obras Públicas, em nome de 97 proprietários e negociantes de Faro, a defender o traçado original para a linha.

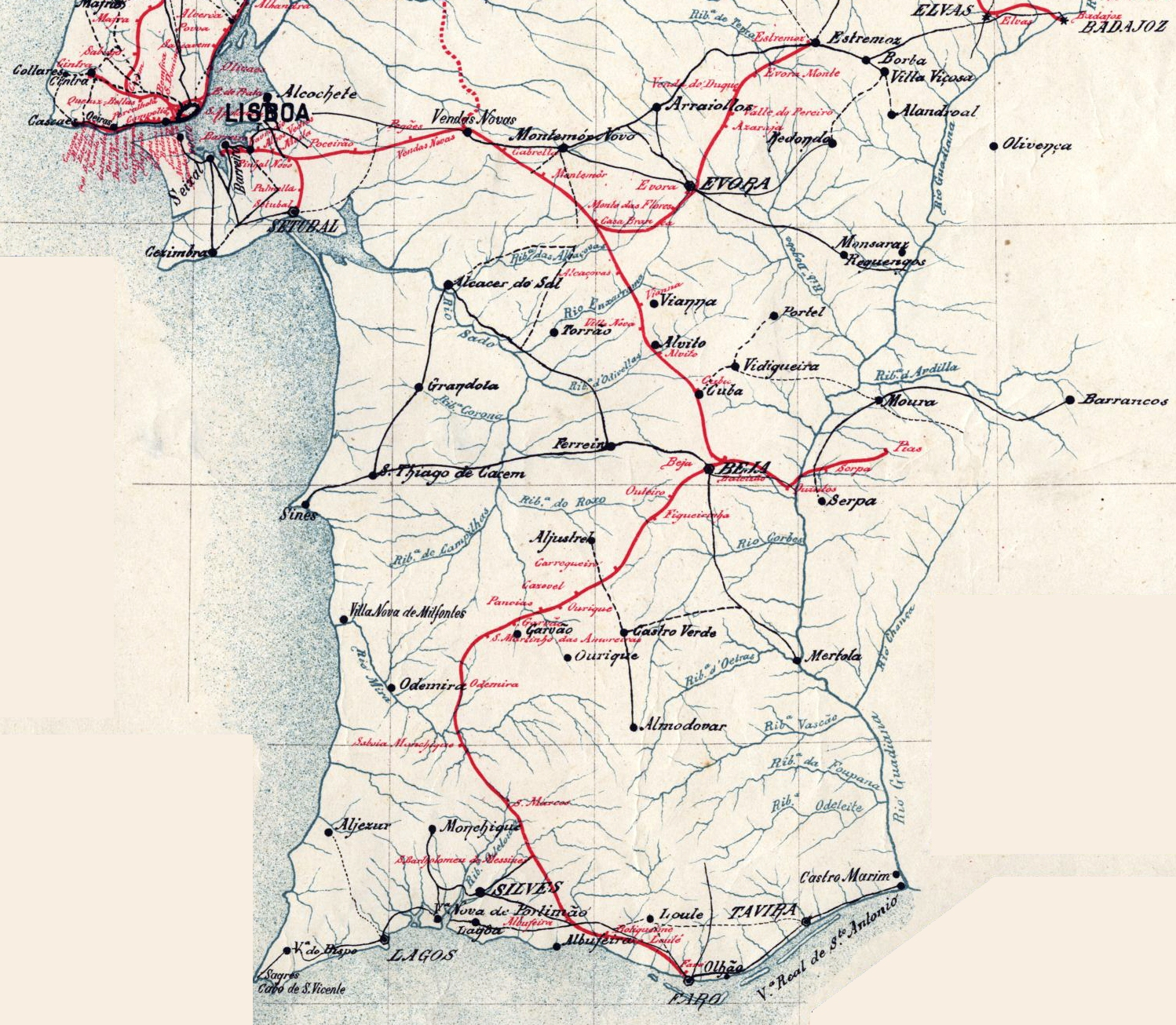
Mapa da rede ferroviária do Sul e Sueste, em 1895.

### Década de 1890
Embora a continuação da linha férrea além de Faro já estivesse planeada, verificou-se um grande atraso no início das obras, devido a um processo de reorganização dos vários caminhos de ferro estatais numa só entidade, o que levou a modificações profundas nas estruturas financeiras e legais, e obrigou à reavaliação dos projectos existentes para as linhas férreas. Assim, um decreto de 6 de Outubro de 1898 ordenou a criação de duas comissões técnicas para estudar os caminhos de ferro e propor a construção de novas linhas, tendo apresentado as suas conclusões no Plano Geral da Rede Ferroviária do Sul do Tejo, em 15 de Maio de 1899. Na região do Algarve, a comissão técnica defendeu a continuação da linha férrea além de Faro, e a construção de um ramal até Lagos. A construção destes dois lanços foi autorizada pela lei de 14 de Julho de 1899, que também criou o Fundo Especial de Caminhos de Ferro, para financiar as obras nos caminhos de ferro. A lei de 14 de Julho também fixou o local de entroncamento em Tunes, porque se acreditava que o traçado da linha seria menos sinuoso a partir daquele ponto, e iria possibilitar a criação de serviços contínuos entre o Sotavento e o Barlavento. O primeiro lanço do ramal entrou ao serviço em 10 de Outubro de 1899, entre Tunes e Algoz.
O Plano Geral da Rede Ferroviária ao Sul do Tejo também introduziu uma outra linha férrea, que deveria ligar Lagos a São Tiago do Cacém, passando por Odemira, embora desde logo que se tivesse admitido que a construção seria muito difícil e teria uma zona tributária muito estreita, pelo que foi considerada como de importância secundária.

## Século XX

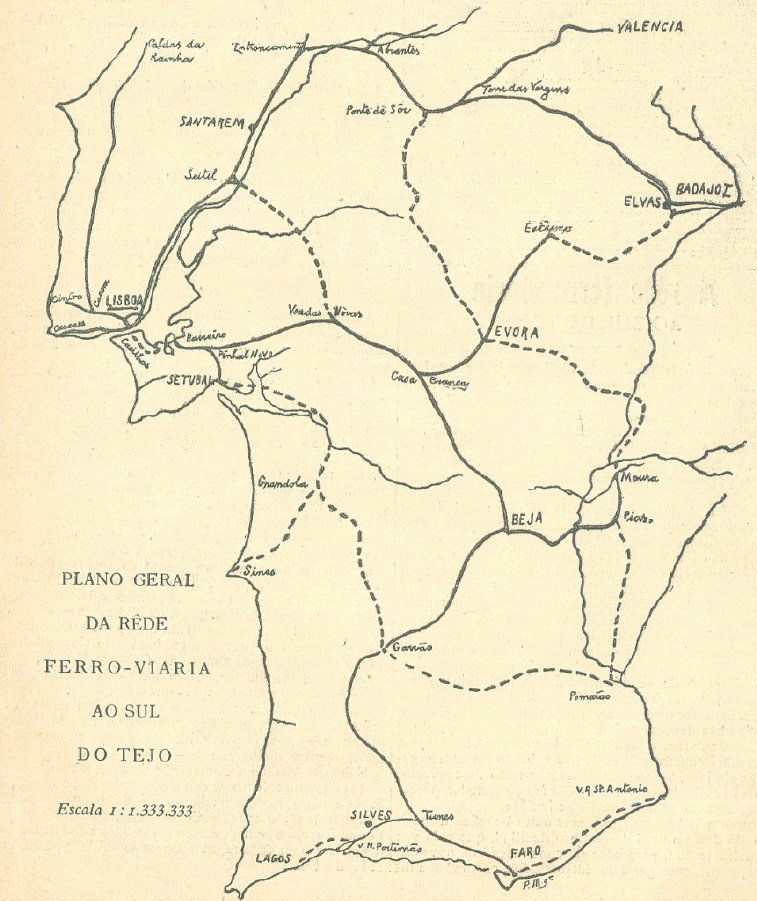
Plano de 1902, mostrando a Linha do Sul até Faro e o Ramal de Portimão, e as continuações previstas até Vila Real de Santo António e Lagos.

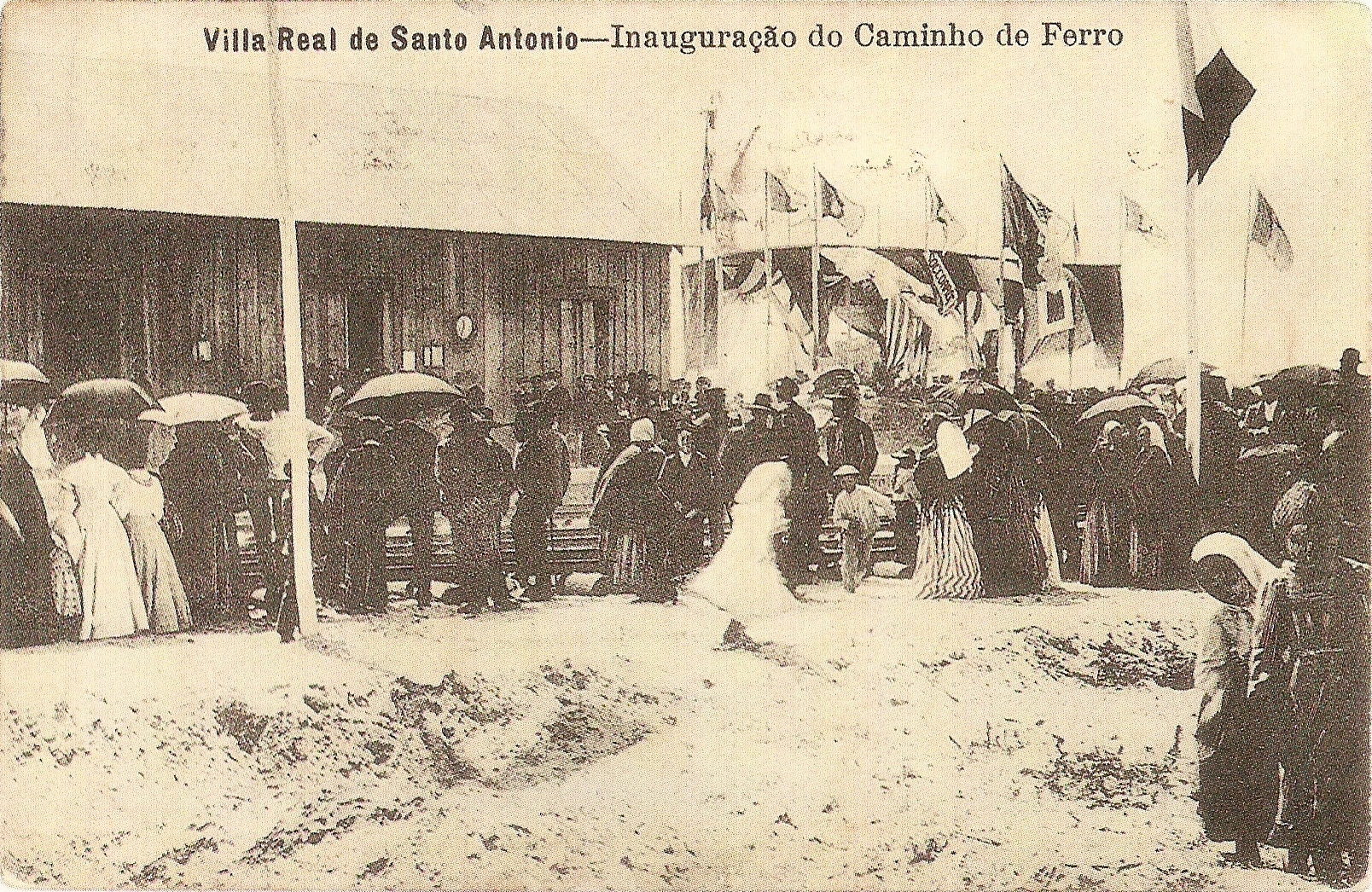
Inauguração da estação de Vila Real de Santo António, em 106.

### Década de 1900
Em 19 de Março de 1900, abriu à exploração o lanço de Algoz a Poço Barreto, no Ramal de Portimão.
Uma lei de 14 de Julho de 1902 autorizou o estado português a despender fundos na construção de várias linhas, incluindo a continuação da Linha do Sul de Faro até Vila Real de Santo António.
Em Dezembro de 1900, a Câmara Municipal de Faro invocou vários problemas de insalubridade e no acesso ao porto, caso este projecto avançasse. Assim, voltou-se a considerar a passagem da via à volta da cidade, mas este novo projecto traria várias dificuldades técnicas e financeiras, devido a declives elevados e um grande número de estradas a cruzar, que teriam de ser servidas por passagens de nível com guarda. Em Março de 1902, criou-se uma comissão para decidir, definitivamente, qual o traçado a seguir para prosseguir a Linha do Sul após Faro; esta comissão, nomeada por uma portaria de 27 de Fevereiro desse ano, e presidida pelo conselheiro Luiz Frederico de Bivar Gomes da Costa e formada pelos pares Augusto César Justino Teixeira, João José da Silva Ferreira Netto e José Fernando de Sousa, entregou o seu parecer ao governo no mesmo mês, tendo favorecido a passagem da via férrea junto à Ria Formosa. Apesar dos defeitos apontados, o facto é que este trajecto permitiu a construção de um porto de abrigo para embarcações de pequenas dimensões, e aumentou a salubridade na zona, ao reduzir a quantidade de lodo produzido na maré baixa e permitir o despejo dos dejectos urbanos, através de um colector. Um outro projecto para estabelecer a linha ao longo da Ria Formosa, passando junto às localidades de Olhão, Fuseta e Tavira, foi defendido por Pinheiro Borges.
Em Junho de 1902, previa-se que as empreitadas para a construção do troço entre Faro e Olhão fossem lançadas em breve, tendo sido já dadas instruções a Arthur Mendes, o engenheiro encarregado deste projecto; nesse mês, instalou-se em Faro uma divisão do Serviço de Estudos e Construções de Linhas da Rede Complementar dos Caminhos de Ferro ao Sul do Tejo, com o objectivo de estudar e construir a ligação entre Faro e Vila Real de Santo António. No mês seguinte, já se efectuava a balastragem e assentamento de via, tendo o empreiteiro Bettencourt assegurado a construção de um troço, que deveria estar concluído até 2 de Setembro desse ano. A 27 de Agosto, a Secção de Estudos e Construcção do prolongamento de Faro a Villa Real de Santo António abriu empreitadas para várias pontes e pontões, no troço entre Faro e Olhão. Em 27 de Novembro, foi oficialmente publicado o Plano Geral da Rede Ferroviária do Sul do Tejo. Segundo uma Portaria de 21 de Novembro, o Conselho Superior de Obras Públicas aprovou o projecto definitivo para o segundo lanço do prolongamento entre Faro e Vila Real de Santo António, e o respectivo orçamento.
Entretanto, em Janeiro de 1902 foi pedido ao Ministro das Obras Públicas a nomeação de uma comissão técnica para a análise do lanço entre o Poço Barreto e Silves, que entrou ao serviço em 1 de Fevereiro deste ano, sem quaisquer quaisquer festejos, por ordem da direcção da companhia. Nesta altura, já as obras da continuação até Portimão se encontravam bastante avançadas, prevendo-se a abertura deste troço até ao final do ano. Este lanço foi projectado pelo engenheiro Augusto Victor da Costa Sequeira, com a colaboração do chefe de secção Eduardo de Mello Garrido. Em 16 de Dezembro, a Gazeta dos Caminhos de Ferro noticiou que em breve iria ser inspeccionado e depois aberto ao serviço este troço, que com efeito foi inaugurado em 15 de Fevereiro de 1903, concluindo o Ramal. Devido aos elevados custos decorrentes da construção da ponte sobre o Rio Arade, verificou-se um grande atraso na continuação do ramal, o que provocou descontentamento entre os habitantes da região.
Em 20 de Abril de 1903, a Direcção de Sul e Sueste lançou várias empreitadas, para a elaboração de terraplanagens, pontões, aquedutos e uma passagem superior, no troço entre Olhão e a Fuseta, além da construção dos apeadeiros de Marim e Bias e da Estação da Fuseta. Em Julho desse ano, abriu-se uma nova empreitada, para a edificação de várias casas de guarda e de uma casa de partido no troço entre Faro e Olhão. Nesse ano, o caminho de ferro foi construído em desaterro entre as Praínhas até junto do Poço Velho, em Olhão, tendo sido instalado um viaduto sobre a via férrea no Alto do Pau Bolado, para não cortar o acesso da vila ao cemitério e à estrada real de Faro para Tavira. Nesse ano, também foi construída a estação de Olhão, embora a via férrea só chegasse à gare em 28 de Março de 1904, e tenha sido oficialmente inaugurada a 15 de Maio desse ano.
A linha chegou à Fuzeta a 1 de Setembro, Luz de Tavira a 31 de Janeiro de 1905, Tavira em 19 de Março do mesmo ano, e a Vila Real de Santo António a 14 de Abril de 1906. O traçado do caminho de ferro entre Faro e Vila Real de Santo António seguiu, essencialmente um traçado costeiro, próximo da antiga Estrada Nacional; entre Olhão e Fuzeta, seguiu junto à costa para evitar o terreno acidentado no interior, e entre a Fuzeta e Vila Real de Santo António, o traçado afastou-se da costa para evitar os terrenos alagadiços.
Em 1908, algumas das estações ferroviárias nesta linha já dispunham de iluminação eléctrica, enquanto que outras, incluindo a de Faro, ainda utilizavam lâmpadas a petróleo. Nesse ano, foi pedida a construção da linha férrea até Lagos, para um melhor acesso até à região junto ao Cabo de São Vicente, devido à sua elevada produção cerealífera, e para fornecer uma alternativa às desadequadas vias rodoviárias.

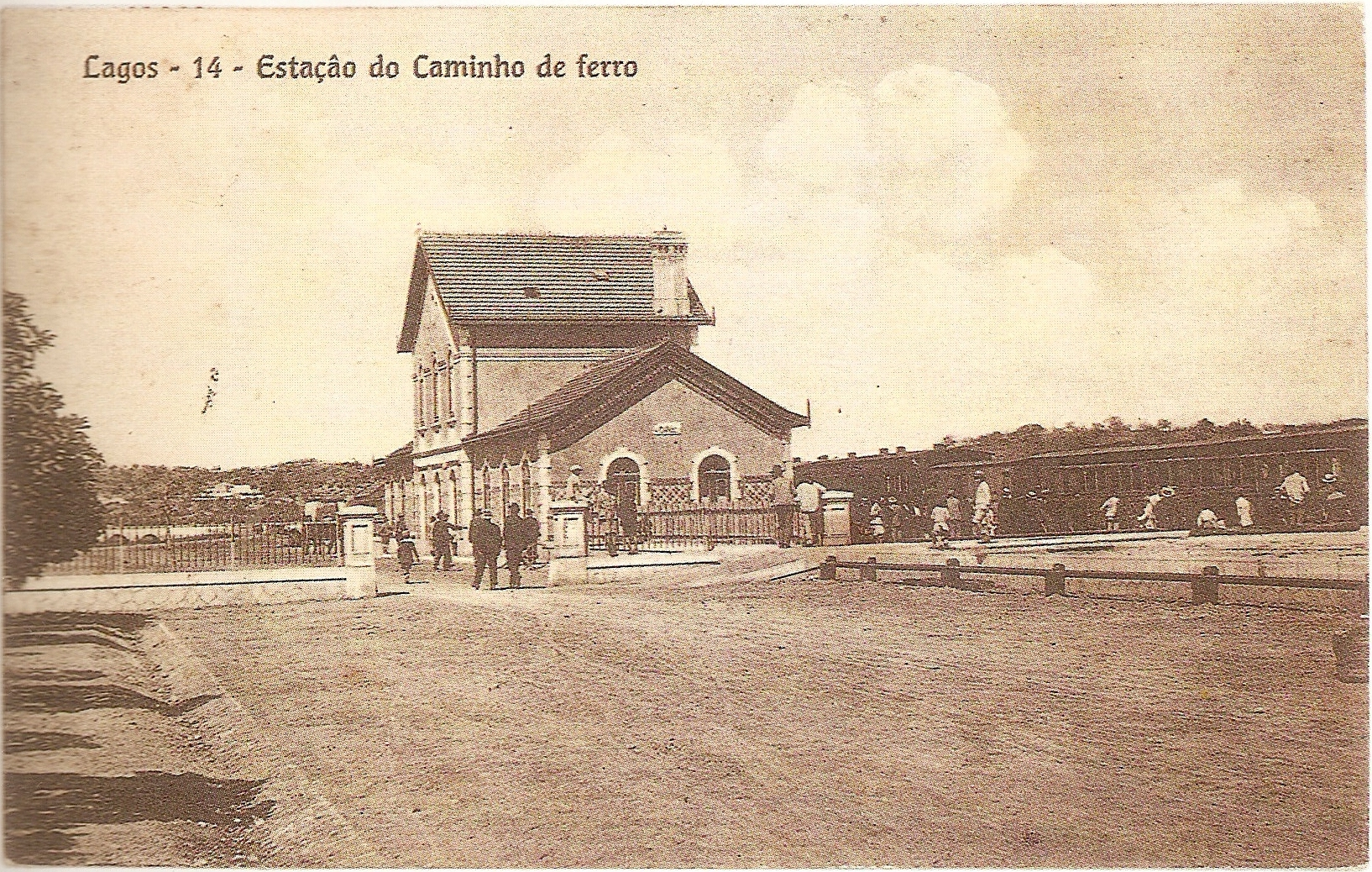
Postal antigo da estação de Lagos.

### Décadas de 1910 e 1920
Em Setembro de 1910, deu-se uma greve geral dos funcionários dos caminhos de ferro, que também teve efeitos no Algarve. No dia 4 de Outubro desse ano, devido à revolução republicana, as comunicações ferroviárias foram novamente afectadas, tendo por exemplo a vila de Olhão sido completamente isolada pelas autoridades.
Em 1912, o presidente da Câmara Municipal de Lagos, Ribeiro Lopes, instituiu em 1912 um imposto sobre as exportações do concelho, para financiar a continuação do ramal até Lagos. Em 21 de Agosto desse ano, a autarquia contraiu um empréstimo para as obras, mas a lei 460, de 24 de Setembro de 1915, autorizou o conselho de administração dos Caminhos de Ferro do Estado a devolver o dinheiro, e pedir um empréstimo à Caixa Geral de Depósitos e Instituições de Previdência, no valor de 500 mil escudos, para este projecto. O sucessor de Ribeiro Lopes, Vítor da Costa e Silva, conseguiu obter o apoio do estado para este empreendimento, tendo uma lei de 11 de Abril de 1917 autorizado o apoio financeiro para os Caminhos de Ferro do Estado, com vista à continuação das obras em diversos troços ferroviários, incluindo o Ramal de Portimão. Entretanto, em 1914 a Linha do Algarve foi percorrida pelo presidente do ministério, Afonso Costa, como parte da sua visita às regiões do Algarve e Alentejo.
A linha foi concluída em 30 de Julho de 1922, com a inauguração da estação de Lagos e de uma nova interface em Portimão, enquanto que a antiga passou a denominar-se de Ferragudo-Parchal. O projecto original de construção da Estação de Lagos no Rossio de S. João, à saída norte da cidade, foi abandonado, tendo-se procedido à construção desta interface na margem Leste do Rio Molião (actualmente Ribeira de Bensafrim). A denominação Ramal de Portimão manteve-se em uso mesmo depois do prolongamento a Lagos, pelo menos até ao início da década de 1930.
Uma portaria de 19 de Agosto de 1925 ordenou a realização de um estudo, para a construção da linha férrea entre Lagos e Sines. Outra portaria de 14 de Novembro de 1930 nomeou uma comissão, para a elaboração de um inquérito sobre a exploração, tarifas, e o tráfego das linhas do Minho e Algarve. Em 11 de Maio de 1927, os Caminhos de Ferro do Estado são integrados na Companhia dos Caminhos de Ferro Portugueses, que passou a explorar todas as antigas linhas estatais, incluindo a do Algarve.

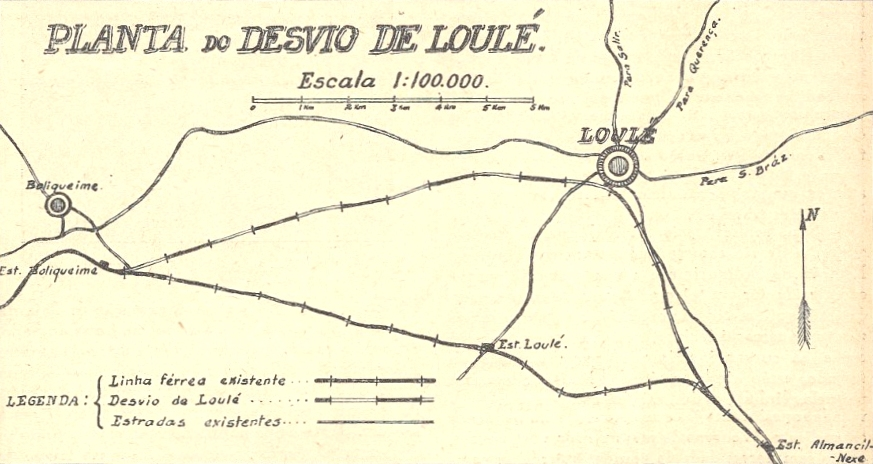
Plano existente em 1939 para um desvio da linha junto a Loulé, nunca concretizado.

### Décadas de 1930 e 1940
Em 15 de Novembro de 1931, o jornal O Algarve noticiou que no dia 12 tinha ocorrido um descarrilamento entre São João da Venda e a estação de Almancil, envolvendo um comboio de Faro para Lagos, e que foi causado pela quebra de um veio na locomotiva. Este acidente destruiu a via férrea em cerca de duzentos metros, e provocou grandes atrasos na circulação ferroviária.
Em 1933, a Companhia dos Caminhos de Ferro Portugueses organizou diversas excursões de curta duração nesta linha, com o objectivo de dar a conhecer a região do Algarve.

### Décadas de 1950 e 1960
Em 26 de Julho de 1950, são aprovadas obras na cocheira da estação de Lagos, com o objectivo de auxiliar os serviços de automotoras no Algarve. No mesmo mês, são iniciadas as obras de construção do Apeadeiro do Bom João, junto a Faro, que foi inaugurado a 1 de Novembro do mesmo ano.
Em 24 de Janeiro de 1952, é inaugurada a Estação de Vila Real de Santo António–Guadiana. Localizada próxima da alfândega e do cais fluvial daquela vila fronteiriça, esta estação passou a ser o terminal oriental da Linha do Algarve. A estação acabaria no entanto por ser encerrada em finais da década de 1990.
Na década de 1960, o lanço entre Tunes e Faro fazia parte do eixo mais importante nos caminho de ferro Portugueses, que se iniciava em Braga.

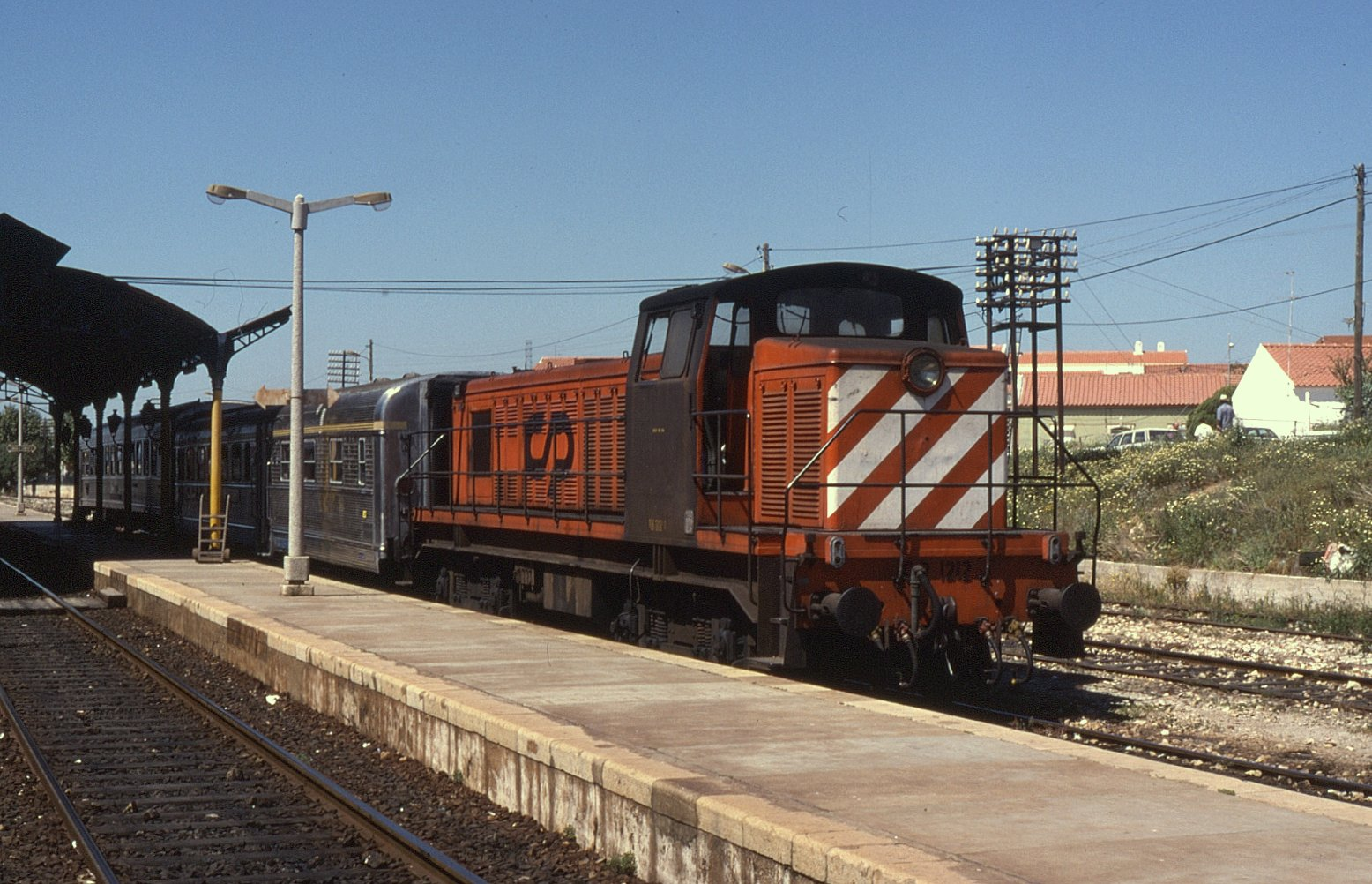
Estação de Tunes, em 1999.

### Década de 1990
Em 1991, iniciaram-se os serviços InterRegionais na Linha do Algarve, entre Lagos e Vila Real de Santo António. Em 1992, entrou ao serviço o Comboio Azul, que ligava a cidade do Porto ao Algarve, circulando apenas aos fins de semana. Este comboio passou a ter o serviço de transporte de automóveis entre Porto e Faro em 1996.
O troço entre Tunes e Vila Real de Santo António fazia parte da Linha do Sul, enquanto que o troço de Lagos a Tunes constituía o Ramal de Lagos. Só em 1992 os dois troços foram reclassificados como Linha do Algarve, conforme indicado no Decreto-Lei 116/92 de 20 de Junho.
Em 1993, encontrava-se planeada a introdução de carruagens modernizadas nos serviços entre o Barreiro e Vila Real de Santo António, construídas originalmente pela empresa Sociedades Reunidas de Fabricações Metálicas.
A 8 de Novembro de 1997, deu-se uma colisão entre duas composições junto a Estômbar - Lagoa, provocando 4 mortos e 14 feridos. Nesse ano, foi criada a Rede Ferroviária Nacional, empresa responsável pelas infraestruturas ferroviárias no país, que lança um programa de modernização e electrificação da rede, incluindo as linhas do Sul e Algarve, de forma a possibilitar a circulação dos comboios Alfa Pendular até Faro.

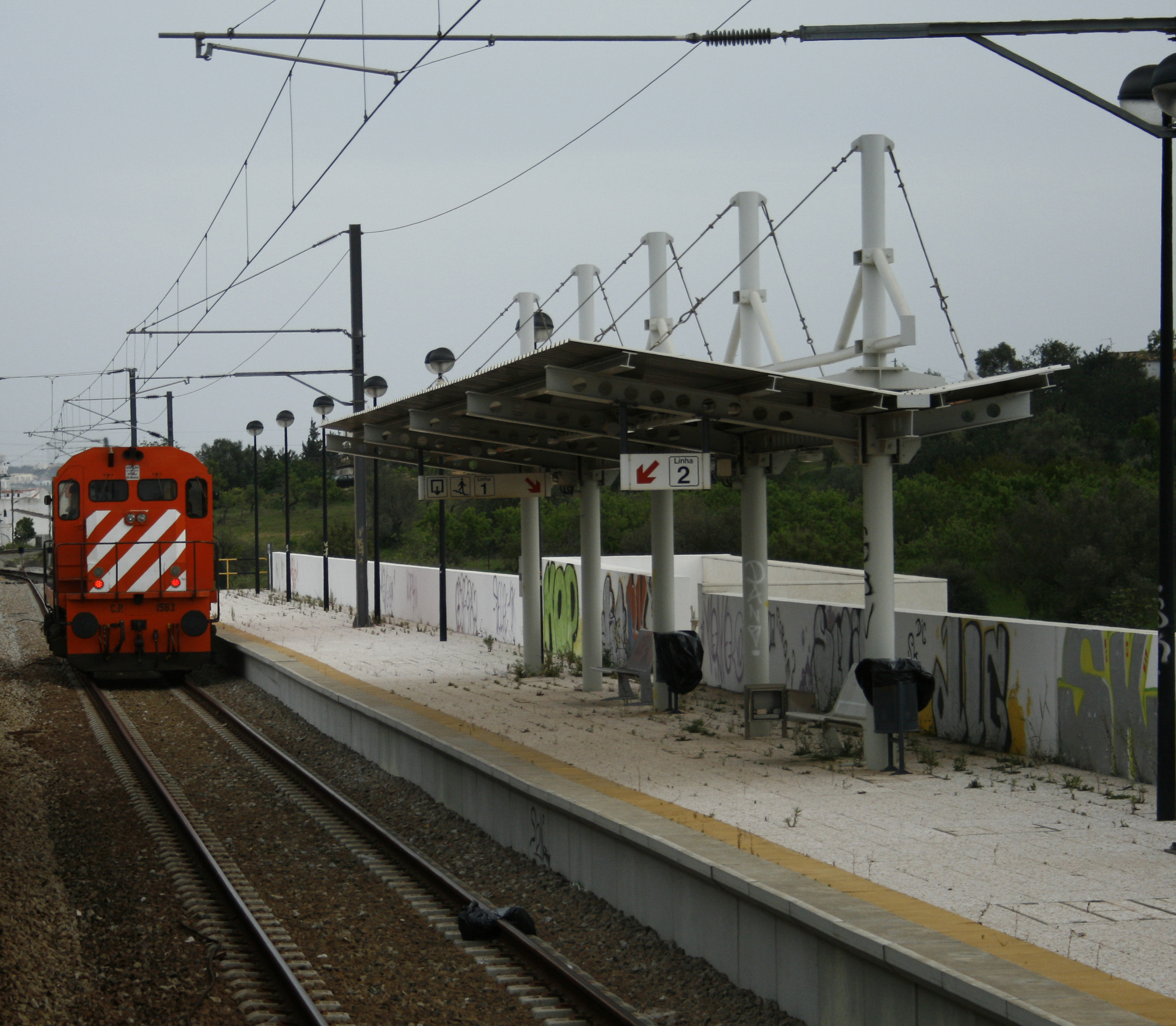
Estação de Parque das Cidades, em 2010.

## Século XXI
Em 2000, foi projectada a Estação de Parque das Cidades. Em 2002, os comboios regionais na Linha do Algarve passaram a ter uma só classe.
Em 2003, iniciou-se a preparação da revisão do Plano Regional de Ordenamento do Território, documento aonde se encontravam várias sugestões e propostas para tornar mais eficaz e atractivo o transporte ferroviário no Algarve. Em 20 de Junho de 2003, é realizada a primeira viagem técnica entre Faro e a Gare do Oriente, em Lisboa, através da Ponte 25 de Abril, iniciando-se ainda nesse ano os serviços regulares entre as duas estações.
Em 2004, os comboios Alfa Pendular começam a circular ao longo do Eixo Atlântico, ligando Braga a Faro.
Em 2007, foi publicado o Estudo de Viabilidade do Sistema Ferroviário do Algarve, que avançou com seis cenários possíveis para o futuro da Linha do Algarve. Dois destes cenários propunham várias melhorias no material circulante e no número de paragens, sem mudar o traçado, o terceiro contemplou a electrificação da linha e o reforço da capacidade de cruzamento, e o quarto sobre uma alteração no percurso da via férrea entre Estômbar e Patã e para uma zona circular a Norte de Faro, de forma a melhorar o acesso aos centros urbanos. Os últimos dois cenários debruçaram-se sobre a hipótese da linha ser convertida num sistema ferroviário ligeiro, na modalidade tram-train, entre Faro e Portimão.
Em Setembro de 2009, iniciaram-se dois concursos públicos, visando a substituição de travessas e carris nos troços Faro - Vila Real de Santo António e Tunes - Lagos.
Em Outubro de 2009, a Rede Ferroviária Nacional (REFER), empresa que gere as infra-estruturas ferroviárias nesta linha, iniciou um projecto de supressão de várias passagens de nível, com o objectivo de aumentar a segurança. A circulação automóvel será efectuada por passagens desniveladas. Este projecto, que se espera estar concluído em 2011, vai primeiro incidir sobre as passagens de nível de Estômbar e Livramento.
O presidente da Comunidade Intermunicipal do Algarve, Macário Correia e o vice-presidente, António Eusébio, defenderam, em 2009, a construção de uma ligação ferroviária entre esta região e Espanha. Em Outubro deste ano, foi entregue ao Ministério das Obras Públicas, Transportes e Comunicações um relatório preliminar para a modernização da Linha do Algarve.
Em Janeiro de 2010, uma inundação cortou, temporariamente, a circulação ferroviária entre Olhão e a Fuzeta. Ainda neste ano, a Rede Ferroviária Nacional afirmou investir, até ao final de 2011, 30 milhões de Euros na Linha do Algarve, em trabalhos de manutenção, incluindo a substituição de mais 21 quilómetros de travessas e 44 de carril entre Faro e Vila Real de Santo António, a renovação de 17 quilómetros de travessas e 43 de carril no Ramal de Lagos, complementando a substituição de travessas em 25,8 quilómetros neste troço. Esta entidade pretende, nos próximos cinco anos, investir 40 milhões de euros na substituição da sinalização mecânica por sinalização electrónica no troço entre Olhão Vila Real de Santo António, e efectuar diversas intervenções em estações, em trabalhos de geotecnia e no reforço de obras de arte. Em 2009, o operador Takargo previa desviar parte do seu tráfego para a Linha do Algarve.
Desde 2020 os serviços ferroviários nos troços Faro-VRSA e Tunes-Lagos circulam com margens suplementares para o cumprimento dos seus horários em virtude das obras de eletrificação no âmbito do plano Ferrovia 2020, já em curso.

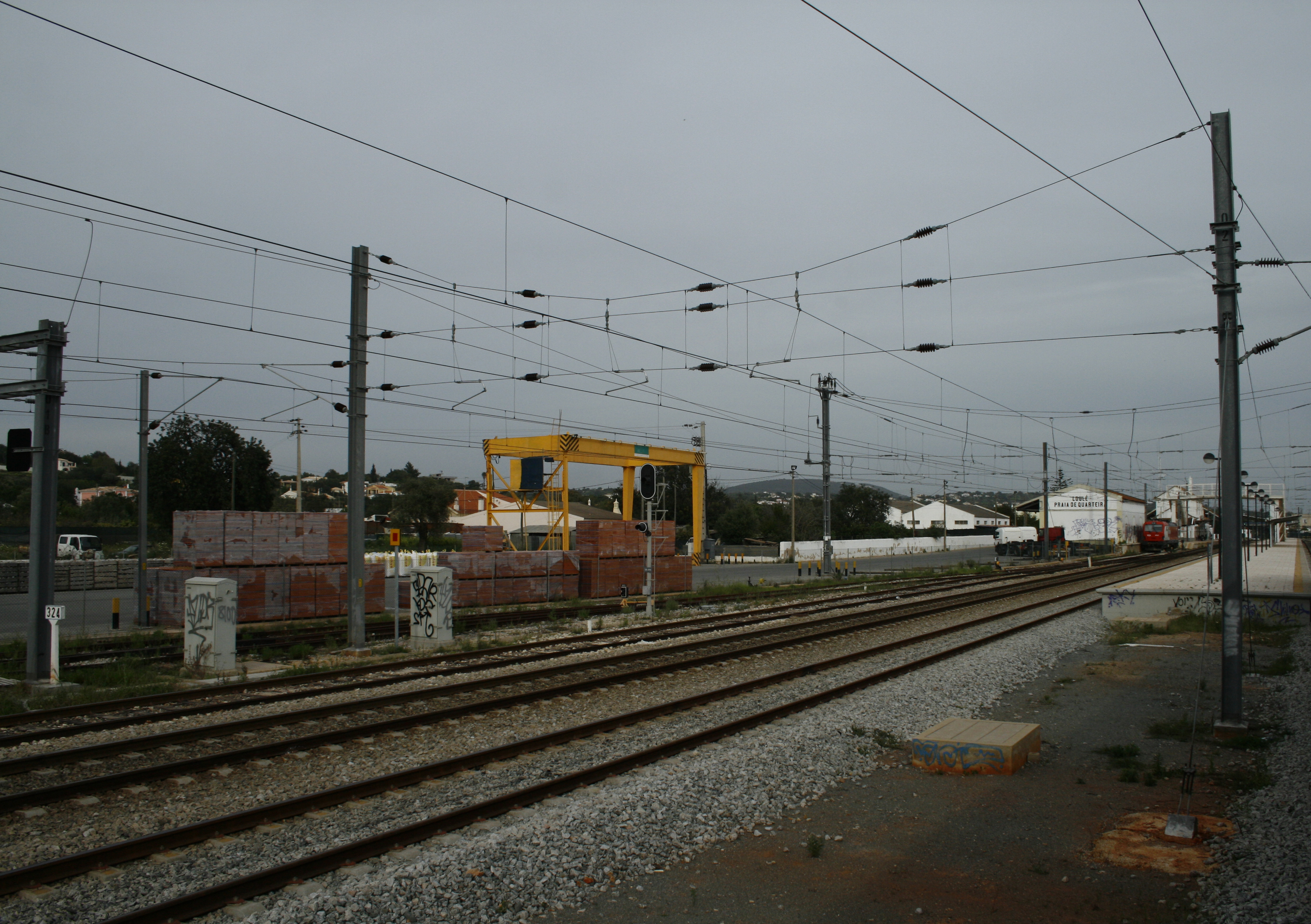
Terminal de mercadorias de Loulé.

## Impacto do transporte ferroviário no Algarve
O desenvolvimento dos caminhos de ferro no Algarve traz um meio de transporte rápido, regular, de grande capacidade, módico, e que vem substituir as carreiras regulares marítimas entre o Algarve e o resto do país. O transporte ferroviário melhorou as ligações entre as zonas Oriental e Ocidental desta região entre si, e com o Baixo Alentejo e Setúbal e Vale do Tejo; providenciou novos mercados para os produtos do Algarve, especialmente o peixe fresco e em conserva, tendo permitido o uso dos Portos de Lisboa e Setúbal nas exportações e importações de e para o Algarve; possibilitou trocas comerciais com mais regiões, nacionais e internacionais, impulsionou as indústrias piscatória, conserveira e de extracção de sal; e auxiliou na transformação de Monte Gordo como destino de veraneio das populações do Algarve, Baixo Alentejo e Lisboa. Além disso, veio trazer uma maior organização da circulação interna no Sotavento Algarvio.
Nos inícios do século XX, o caminho de ferro foi uma importante alternativa aos transportes rodoviários, que então ainda estavam muito subdesenvolvidos, sendo quase intransitáveis durante a maior parte do ano.
O caminho de ferro trouxe alterações importantes na agricultura do Algarve, nomeadamente no barrocal e no Sotavento, porque abriu novos mercados, a nível regional, nacional e internacional. Os produtos mais expedidos foram as hortaliças e frutas frescas; a grande procura destes produtos, especialmente no mercado de Lisboa, impulsionou a modernização da agricultura nesta região, tendo introduzido novas técnicas e culturas, como o pomar de sequeiro. Uma das principais áreas produtivas era o barlavento, que tinha plantações mais extensas e de maior produção, sendo por este motivo, mais propícias à venda em mercados de maior distância, usando o transporte ferroviário. O transporte de mercadorias por caminho-de-ferro desempenhou um papel importante nas relações externas do Sotavento Algarvio, ao permitir um escoamento dos produtos da região, a importação de cereais e adubos, a distribuição de farinhas a partir de Faro e Vila Real de Santo António e de adubos e óleos por Faro, e a viabilização de permutas de farinhas e cereais por gado, o que impulsionou o estabelecimento de uma importante moagem em Vila Real de Santo António. Principalmente a partir de 1906, desenvolveu-se uma nova classe profissional no Algarve, composta pelos ferroviários.

## Leitura recomendada
- CABRITA, Aurélio Nuno (2014). O comboio no Algarve: festejos e inaugurações. Lisboa e Portimão: Casa do Algarve e Centro de Arte e Cultura Teixeira Gomes. 27 páginas
- SAMPAIO, José Rosa (2015). Os transportes públicos em Monchique: a diligência e os primeiros veículos a motor. Monchique: Estudos de história de Monchique. 15 páginas